# Sukhbans Kaur Bhinder
 (avril 2024).
Sukhbans Kaur Bhinder, née le 14 septembre 1943 à Lyallpur et morte le 15 décembre 2006, est une femme politique indienne appartenant au Congrès national indien. Elle est la seule femme du pays à devenir députée à six reprises – cinq fois du Lok Sabha et une du Rajya Sabha. Elle est élue au Lok Sabha de Gurdaspur au Pendjab en 1980, 1985, 1989, 1992 et 1996.

## Éducation
Sukhbans est née le 14 septembre 1943 à Layalpur (aujourd'hui au Pakistan). Elle est allée à l'école au couvent Jesus and Mary, à Mussoorie, puis a étudié à l'université du Panjab, à Chandigarh. Elle a obtenu un baccalauréat ès arts.

## Carrière
Elle est élue pour la première fois au septième Lok Sabha en 1980. Elle est réélue au huitième en 1985 pour la seconde fois, puis en 1989 au neuvième, en 1992 au dixième et en 1996 au onzième. Elle est vaincue par l'acteur Vinod Khanna du BJP lors des élections de 1997.
Elle est nommée pour le Rajya Sabha en 2005.
Elle est membre du comité mixte chargé d'examiner l'interdiction de la dot en 1961 de 1981 à 1982, puis ministre d'État, de l'aviation civile et du tourisme au sein du ministère du tourisme de juillet 1992 à mai 1996.
Elle s'intéresse au travail social et à l'amélioration de la condition des femmes. Elle travaille également comme cadre à l'ITDC et à l'East India Hotels et a suivi une formation de cadre hôtelier à Paris.

## Vie privée
Sukhbans est mariée à l'ancien officier de l'IPS Pritam Singh Bhinder le 12 octobre 1961 et ils ont deux filles ensemble. Elle vit à Gurdaspur, au Pendjab. Elle meurt à 63 ans le 15 décembre 2006, souffrant de troubles gastriques depuis plusieurs mois,,.